# Cantó de Lugny
El cantó de Lugny és un cantó francès del departament de Saona i Loira, situat al districte de Mâcon. Té 16 municipis i el cap és Lugny.

## Municipis
- Azé
- Bissy-la-Mâconnaise
- Burgy
- Chardonnay
- Clessé
- Cruzille
- Fleurville
- Grevilly
- Lugny
- Montbellet
- Péronne
- Saint-Albain
- Saint-Gengoux-de-Scissé
- Saint-Maurice-de-Satonnay
- La Salle
- Viré

## Història
| Data d'elecció                           | Identitat       | Partit                    | Qualitat |
| ---------------------------------------- | --------------- | ------------------------- | -------- |
| 1945-1955                                | Joanny Huet     | SFIO                      |          |
| 1955-1967                                | Nicolas Ducher  | SFIO                      |          |
| 1967-1994                                | René Boudier    | RI, després divers droite |          |
| 1994-2004                                | Gilbert Mornand | PS                        |          |
| 2004-                                    | André Peulet    | PS                        |          |
| les dades anteriors no són pas conegudes |                 |                           |          |
|                                          |                 |                           |          |

## Demografia
| A partir de 1990: Població sense dobles comptes |